# Viggo Jensen (futebolista)
Hans Viggo Jensen (Skagen, 29 de março de 1921 - 30 de novembro de 2005) foi um futebolista dinamarquês, medalhista olímpico. 

## Carreira
Viggo Jensen fez parte do elenco medalha de bronze, nos Jogos Olímpicos de 1948.

## Ligações Externas
- Perfil olímpico